# Liste des forteresses templières orientales

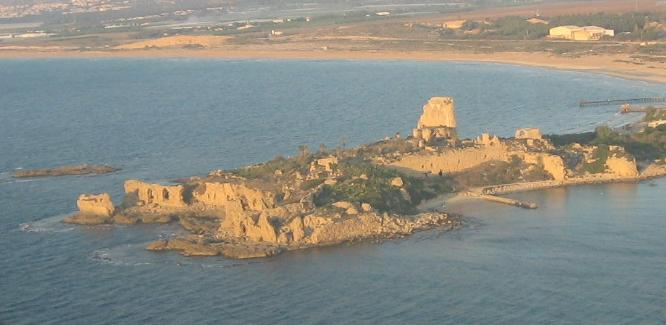
Forteresse de Château Pèlerin

Cette liste recense les places fortes et commanderies de l'ordre du Temple en Orient.

## Forteresses
| \| · Ordre du Temple · : Forteresse · : Commanderie · : Commanderie portuaire Gastriá Khirokitia Yermassoyia Famagouste Limassol Nicosie Paphos Psimolofou Ascalon Amman Blanchegarde Hernault Chastelet Gaza Jaffa Merle Château Pèlerin Safed Acre Tour de la Quarantaine Tour du Détroit Arima Baghras Chastel Blanc Beaufort Port-Bonnel Sidon Tortose Tyr Roche-Guillaume Roche R. Toron des chevaliers Trapezac Alexandrette Ayas Lattaquié Tripoli \| Les possessions de l'ordre du Temple aux XIIe et XIIIe siècles en Orient · (Cliquez sur les liens bleus ou se reporter au tableau ci-contre) |
| · Ordre du Temple · : Forteresse · : Commanderie · : Commanderie portuaire Gastriá Khirokitia Yermassoyia Famagouste Limassol Nicosie Paphos Psimolofou Ascalon Amman Blanchegarde Hernault Chastelet Gaza Jaffa Merle Château Pèlerin Safed Acre Tour de la Quarantaine Tour du Détroit Arima Baghras Chastel Blanc Beaufort Port-Bonnel Sidon Tortose Tyr Roche-Guillaume Roche R. Toron des chevaliers Trapezac Alexandrette Ayas Lattaquié Tripoli |

| Forteresse                     | Lieu                       | Pays      | Observations     |
| ------------------------------ | -------------------------- | --------- | ---------------- |
| Amman                          |                            | Jordanie  |                  |
| Arima                          |                            | Syrie     |                  |
| Baghras                        | Iskenderun (Alexandrette)  | Turquie   |                  |
| Beaufort                       | Arnoun                     | Liban     |                  |
| Blanche Garde                  | Tell es-Safi               | Israël    |                  |
| Casal des Plains               |                            |           | à localiser      |
| Chastel Blanc                  | Safita                     | Syrie     |                  |
| Chastel Hernault               |                            | Israël    |                  |
| Chastelet                      |                            | Israël    | démolie en 1179  |
| Château de Gastriá             | Gastriá                    | Chypre    |                  |
| Château de Gaza                | Gaza                       | Palestine |                  |
| Château de Khirokitia          | Khirokitia                 | Chypre    |                  |
| Château de Merle               |                            | Israël    |                  |
| Château Pèlerin                | Atlit                      | Israël    |                  |
| Château de Sidon, ou de la Mer | Sidon                      | Liban     |                  |
| Château de Tortose             | Tortose                    | Syrie     |                  |
| Château de Yermassoyia         | Yermasóyia                 | Chypre    |                  |
| Citerne Rouge ou Maldoim       | entre Jérusalem et Jéricho | Israël    | à localiser      |
| La Fève                        | Merhavia (kibbutz) (en)    | Israël    | Ref. sur La Fève |
| Roche-Guillaume                | Kaledibi                   | Turquie   |                  |
| Roche de Roissel               | Port Bonnel                | Turquie   |                  |
| Safed                          | Safed                      | Israël    |                  |
| Toron des chevaliers           | Tibnine                    | Liban     |                  |
| Tour de la Quarantaine         | Monts de la Tentation      | Israël    |                  |
| Tour du Baptême                | Proche du Jourdain         | Israël    | à localiser      |
| Tour du Détroit                |                            | Israël    |                  |
| Trapezac                       | Terbezec                   | Turquie   |                  |

## Commanderies
| Commanderie       | Lieu         | Pays    | Observations |
| ----------------- | ------------ | ------- | --- |
| Alexandrette      | Alexandrette | Turquie | |
| Antioche          | Antioche     | Turquie | Chef-lieu de la province templière dite de la terre d'Antioche                                                                                |
| Ascalon           | Ascalon      | Israël  | |
| Ayas              | Yumurtalık   | Turquie | |
| Famagouste        | Famagouste   | Chypre  | |
| Jaffa             | Jaffa        | Israël  | |
| Jérusalem         | Jérusalem    | Israël  | |
| Lattakié          | Lattaquié    | Syrie   | [Incertain] |
| Limassol          | Limassol     | Chypre  | |
| Nicosie           | Nicosie      | Chypre  | |
| Paphos            | Paphos       | Chypre  | |
| Port-Bonnel       | Arsuz        | Turquie | |
| Psimolófou        | Psimolófou   | Chypre  | |
| Sidon             | Sidon        | Liban   | |
| Tortose           | Tartous      | Syrie   | [ 3 ] |
| Tripoli           | Tripoli      | Liban   | Rodrigue de Cuyre, commandeur de Tripoli en 1281. Rodrigo Yáñez qui sera le dernier maître de Castille et León semble se trouver à ses côtés. |
| Saint-Jean-d'Acre | Acre         | Israël  | Thibaud Gaudin fut commandeur de cette maison avant 1285, Pierre de Montade lui ayant succédé à cette date.                                   |
| Tyr               | Tyr          | Liban   | |